# Zsiráffélék
A zsiráffélék (Giraffidae) az emlősök (Mammalia) osztályába és a párosujjú patások (Artiodactyla) rendjébe tartozó család.
A családba 2 recens faj tartozik.
A zsiráffélék hímjét a bika, nőstényét többnyire a tehén, kicsinyét pedig a borjú szóval jelöljük. A többi kérődzőhöz hasonlóan fogképletük: {\displaystyle {\tfrac {0.0.3.3}{3.1.3.3}}}

## Rendszerezés
A családba az alábbi taxonok sorolhatók:
- Az alábbi 5-6 fosszilis nem, e család bazális, azaz kezdetleges fajait tartalmazza, továbbá incertae sedis besorolásúak, vagyis még nincsenek az alábbi alcsaládokba és nemzetségekbe behelyezve
  - †Csakvarotherium Kretzoi, 1930
  - †Injanatherium Heintz, Brunet & Sen, 1981
  - †Propalaeomeryx Lydekker, 1883 - meglehet, hogy azonos a Progiraffa-val
  - ?†Progiraffa Pilgrim, 1908 - meglehet, hogy azonos a Propalaeomeryx-szal
  - †Shansitherium Killgus, 1922
  - †Umbrotherium Abbazzi, Delfino, Gallai, Trebini & Rook, 2008

- †Canthumerycinae Hamilton, 1978
  - †Canthumeryx Hamilton, 1973 = Zarafa Hamilton, 1973
  - †Georgiomeryx Paraskevaidis, 1940

- Giraffinae J. E. Gray, 1821
  - Giraffini J. E. Gray, 1821
    - †Bohlinina Solounias, 2007
      - †Bohlinia Matthew, 1929[1][2]
      - †Honanotherium Bohlin, 1927

    - Giraffina J. E. Gray, 1821
      - Giraffa Brisson, 1762[3]

  - Palaeotragini Pilgrim, 1910
    - Okapiina Bohlin, 1926
      - †Afrikanokeryx Harris, Solounias & Geraads, 2010
      - Okapia Lankester, 1901

    - †Palaeotragina Pilgrim, 1910
      - †Giraffokeryx Pilgrim, 1910
      - †Mitilanotherium
      - †Palaeogiraffa Bonis & Bouvrain, 2003
      - †Palaeotragus Gaudry, 1861
      - †Samotherium Forsyth Major, 1888

- †Sivatheriinae Bonaparte, 1850
  - †Birgerbohlinia Crusafont Pairó, 1952
  - †Bramatherium Falconer, 1845
  - ?†Hydaspitherium Lydekker, 1878 - meglehet, hogy azonos a Bramatherium-mal
  - †Decennatherium Crusafont Pairó, 1952
  - †Helladotherium Gaudry, 1860
  - †Sivatherium Falconer & Cautley, 1836[4]
  - †Vishnutherium Lydekker, 1876

### Fordítás
- Ez a szócikk részben vagy egészben  a   Giraffidae című angol Wikipédia-szócikk ezen változatának fordításán alapul.  Az eredeti cikk szerkesztőit annak laptörténete sorolja fel. Ez a jelzés csupán a megfogalmazás eredetét és a szerzői jogokat jelzi, nem szolgál a cikkben szereplő információk forrásmegjelöléseként.